# Sissi (film)
Sissi je rakouský romanticko-historický film režiséra Ernsta Marischky s Romy Schneiderovou v hlavní roli z roku 1955. Dále hrají Karlheinz Böhm, Magda Schneiderová, Uta Franzová, Gustav Knuth, Vilma Degischerová a Josef Meinrad. Jde o první díl ze známé filmové trilogie filmů o rakouské císařovně Alžbětě Bavorské zvané Sissi.

## Základní údaje
- režie: Ernst Marischka
- hudba: Anton Profes

## Děj
Děj filmu vypráví v podstatě zcela smyšlený příběh o tom jak se Alžběta Bavorská (de facto inkognito a mimo rámec všech přísných dvorních předpisů a předepsaných ceremonií) náhodně seznámí se svým budoucím manželem a bratrancem rakouským císařem Františkem Josefem I. během oslavy jeho 23. narozenin v roce 1853 v rakouském Bad Ischlu.
Děj filmu začíná několik dní před oslavou císařských narozenin na zámku v bavorském zámku v Possenhoffenu, kdy se Alžbětina sestra princezna Nené společně s matkou Ludovikou připravují na cestu do rakouského Bad Ischlu na předem domluvené zásnuby s císařem Františkem Josefem I. Vévodkyně Ludovika obdrží od své sestry rakouské arcivévodkyně Sofie, matky císaře Františka Josefa, dopis s pozvánkou na zásnubní slavnost pořádanou u příležitosti císařových 23. narozenin. Aby před vévodou Maxem utajila pravý důvod své návštěvy (plánované zásnuby) vezme sebou na cestu neplánovaně i Sissi, která je z cesty do Bad Ischlu velmi nadšená, neboť se uvidí opět s arcivévodou Karlem Ludvíkem. Už na rakouském území se během cesty setkají s arcivévodkyní Sofií a Františkovým nejmladším bratrem arcivévodou Karlem Ludvíkem. Nené se v Bad Ischlu společně s matkou chystá na přijetí u císaře (který sem ale ještě nedorazil z Vídně) a Sissi nechají doma a zamknou ji v hotelovém pokoji, to proto aby nezlobila. Ona však vezme rybářský prut a udice a vyleze z hotelového okna ven v 1. patře na střechu a po pergole sleze domů na ulici, uteče pryč z domu ven. Zde jí náhodně spatří místní policejní major Böckl, který ji považuje za zlodějku a možnou nihilistku (pravděpodobnou atentátnici na císaře). Proto Sissi stále sleduje i na poštovní úřad odkud Sissi telegrafuje domů svému otci vévodovi Maxovi (telegram je ale odeslán na nepravou adresu Maxova přítele), s přáním aby za nimi vévoda Max přijel se zbraněmi. Major Sissi stále bedlivě sleduje a pronásleduje, ta odchází do místní říčky chytat ryby nedaleko od příjezdové silnice, kudy má přijet císař František Josef v otevřeném kočáře. Pytel s návnadami a rybářskými potřebami nechá ležet pohozený na silnici. Císařovi koně se pytle leknou a jeho kočár náhle zastaví. V tom Sissi zasekne rybu a svojí nešikovností omylem zasekne rybářským háčkem klopu císařova saka na uniformě. Tak se Sissi zcela náhodně a dost nehledaně setká (toho dne poprvé) se svým bratrancem císařem rakouským Františkem Josefem. Císařovi se Sissi moc líbí, ale neví kdo to je, proto vystoupí z kočáru a jde společně se Sissi kousek pěšky směrem do Bad Ischlu. Sissi se inkognito velmi líbí a císařovi na sebe nic neprozradí. Během procházky se císař se Sissi domluví na krátké lesní schůzce ještě tentýž den večer. Lesní schůzka (druhé setkání toho dne) se však vůbec nevydaří, neboť František Josef Sissi během rozhovoru prozradí, že se má večer zasnoubit s její sestrou Nené, což Sissi také vůbec doposud neví. To ji velmi rozruší a ze schůzky s císařem uteče zpět domů. Doma ji však čeká překvapení, večer nezůstane doma, ale je také pozvána na zásnubní narozeninový bál v Císařské vile. Zdráhá se tam jít. Na bál nakonec přijde a své inkognito císaři prozradí (třetí setkání toho dne). František Josef je ze situace celý zmatený, neboť musí okamžitě požádat o ruku Sissi a né Nené tak, jak si to předem domluvily jejich matky. Rozuzlení se dostaví na konci slavnosti kdy se tančí cotilion. K překvapení všech přítomných hostí (někteří z nich již tuší o co zde dnes půjde) nepožádá o ruku princeznu Nené, ale princeznu Sissi. Následuje spojovací pasáž příprav a loučení se svobodou, poté slavnostní přesun po Dunaji lodí do Vídně. Snímek končí v dubnu 1854 svatbou ve Vídni.

## Hrají
- Romy Schneiderová — princezna Alžběta Bavorská, pozdější císařovna rakouská, zvaná Sissi, sestra Nené a sestřenice císaře Františka Josefa I.
- Karlheinz Böhm — císař František Josef I., bratranec Sissi a Nené
- Magda Schneiderová — vévodkyně Ludovika Bavorská, Sissina matka, sestra arcivévodkyně Žofie Frederiky Bavorské a teta císaře Františka Josefa I.
- Uta Franz — princezna Helena Bavorská, zvaná Nené, Sissina starší sestra
- Gustav Knuth — vévoda Maxmilián Josef Bavorský, otec Nené a Sissi
- Vilma Degischer — arcivévodkyně Žofie Frederika Bavorská, matka císaře Františka Josefa I., teta Sissi a Nené, sestra Ludoviky Bavorské
- Josef Meinrad — četnický major Böckl (komická policejní ostraha císařovy návštěvy)
- Erich Nikowitz — arcivévoda František Karel Habsbursko-Lotrinský, otec císaře Františka Josefa I., strýc Sissi a Nené
- Peter Weck — arcivévoda Karel Ludvík Rakousko-Uherský, mladší bratr císaře Františka Josefa I., bratranec Sissi a Nené

## Pozdější verze a remake
- V roce 1962 byla zhuštěná a sestřihaná verze trilogie uvedena v angličtině pod názvem Forever My Love.
- Romy Schneiderová si roli císařovny Alžběty Bavorské ještě jednou zopakovala ve Viscontiho filmu Ludvík II. z roku 1972 [1].
- V roce 2007 vznikl animovaný film Lissi und der wilde Kaiser, což je parodie na snímek Sissi [2].
- V roce 2009 byl natočen dvoudílný rakousko-německo-italský televizní film (nikoliv remake) zpracovaný podle motivů z původní filmové trilogie z názvem Císařovna Sissi. Zde ale byl kladen mnohem větší důraz na historickou pravdu i hlubší politické a historické souvislosti jejího vztahu s císařem Františkem Josefem I a dalšími lidmi z jejího okolí. Alžbětinu postavu zde ztvárnila italská herečka Cristiana Capotondi[3].
- Ve filmu hrají skutečná matka (Magda Schneiderová) se svojí skutečnou dcerou (Romy Schneiderová) roli matky (Ludovika Bavorská) a dcery (Alžběta Bavorská).

## Exteriéry
Část filmu se odehrává na zámku v Possenhoffenu na Starnberském jezeře, největší další část pak v Bad Ischlu v Císařské vile.

## Zajímavosti a souvislosti
- Režisér snímku Ernst Marischka i v tomto svém filmovém díle zopakoval dějové klišé, které bylo úspěšně použito i v jeho předchozím snímku Královna Viktorie z roku 1954, kdy hlavní představitelka Královny Viktorie Romy Schneiderová inkognito cestuje v ústrety svému bratranci a budoucímu manželovi princi Albertovi tak, aby se s ním náhodně seznámila mimo prostředí dvorského ceremoniálu a neosobních oficialit (zde ovšem v poněkud obráceném gardu než je tomu ve filmu o Sissi, zde "chudý" coburský vévodský princ jede do Londýna navštívit tehdy nejmocnější světovou vladařku ku příležitosti jejích 20. narozenin, ve filmu o Sissi je tomu vlastně naopak - "chudá" bavorská vévodská princezna padne do oka svému bratranci, mocnému středoevropskému císaři, a to právě v den jeho 23. narozenin).